# Хендрик Лоренц (пътешественик)
Хендрик Алберт Лоренц (на нидерландски: Hendrikus Albertus Lorentz) е нидерландски пътешественик, изследовател на Нова Гвинея, дипломат.

## Биография

### Произход и младежки години (1871 – 1903)
Роден е на 18 септември 1871 година в градчето Аудеватер (Oudewater), провинция Утрехт, Нидерландия, в семейство на тютюнев фермер, завърнал се от остров Ява. Завършва право и биология в университета в Утрехт.

### Изследователска дейност (1903 – 1910)
В периода 1903 – 1910 г. извършва три експедиции в Нова Гвинея.
През 1903 г. участва в германска експедиция в северната част на острова, ръководена от германския геолог Карл Ернест Артур Вихман, а през 1907 самостоятелно ръководи нидерландска експедиция в южната част на Нова Гвинея.
През 1909 – 1910 г. води нова експедиция в Западна Нова Гвинея, като през 1909 открива и изследва река Лоренц, вливаща се на 5º 30` ю.ш. в залива Фламинго на Арафурско море. Изкачва се на хребета Орание (4790 м) в Снежните планини. Изследва долното и средно течение на река Дигул, най-голямата река в западната част на острова.

### Следващи години (1910 – 1944)
След завръщането си от Нова Гвинея става кариерен дипломат. До 1916 г. работи в посолството на Нидерландия в Копенхаген, до 1921 г. е вицеконсул в Кейптаун, а след това – генерален консул в Претория.
Лоренц насърчава нидерландската търговия с Южна Африка и оказва помощ на нидерландските емигранти, които масово се заселват след Първата световна война в Южна Африка. Става директор на Нидерландския културно-исторически институт в Претория и председател на Нидерландския комитет на емигрантите.
През 1937 г. се пенсионира и живее с жена си и децата си в своята ферма в град Клерксдорп (Klerksdorp), ЮАР, където умира на 2 септември 1944 година на 72-годишна възраст.

## Памет
Неговото име носят:
- национален парк „Лоренц“ (4°45′ ю. ш. 137°50′ и. д. / 4.75° ю. ш. 137.833333° и. д., 25 056 км2) в Западна Нова Гвинея, Индонезия;
- река Лоренц (Унир, Ундир) (устие, 5°30′ ю. ш. 138°03′ и. д. / 5.5° ю. ш. 138.05° и. д.) в Западна Нова Гвинея, вливаща се в залива Фламинго на Арафурско море.